# Торашилд

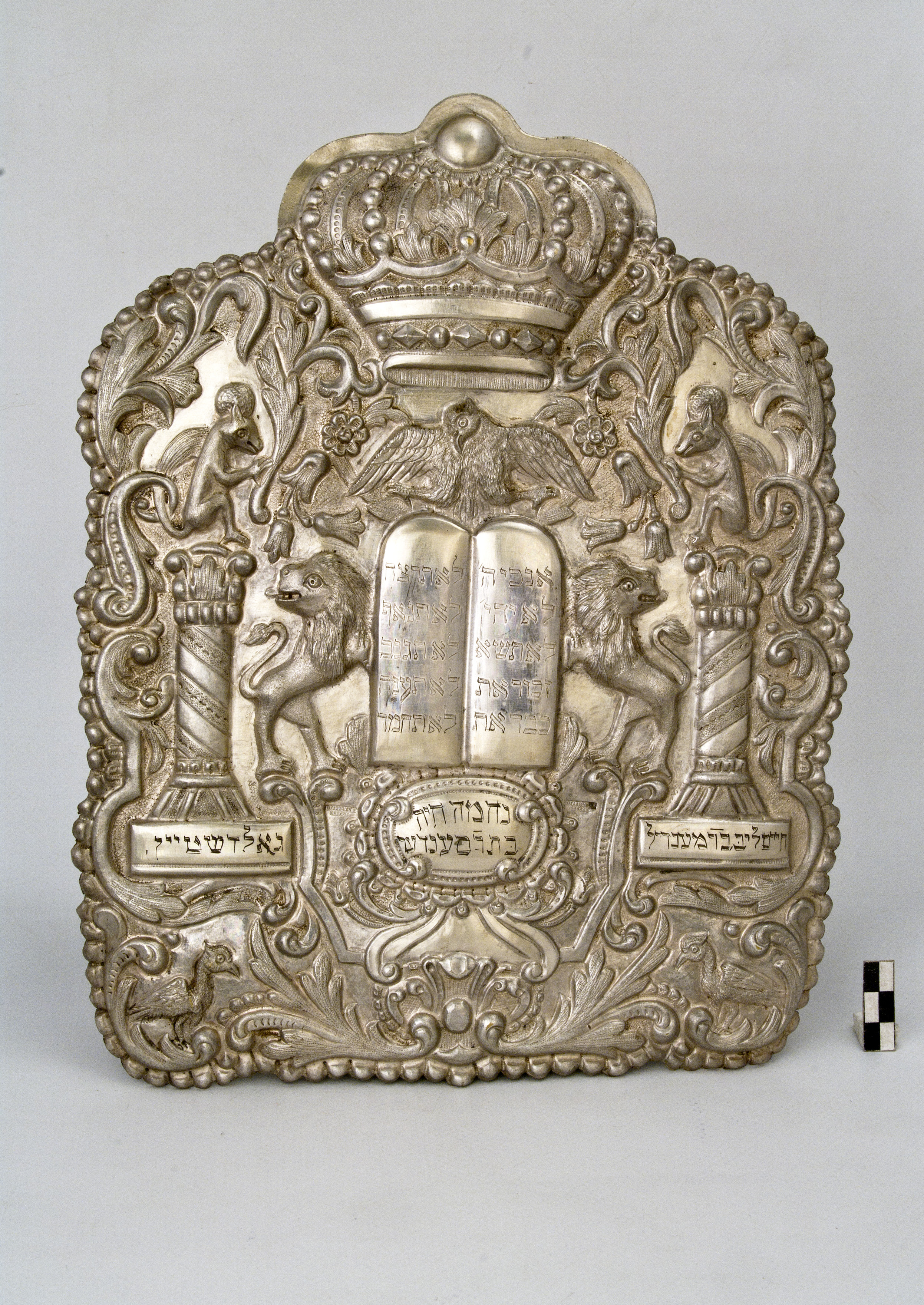
Карбований щиток у формі прямокутника, що півкруглий зверху. Стиль бароко. Контур виробу прикрашений карбуванням у формі намиста, гірляндами з листя аканта.

Торашилд (Щит Тори, Тас, Циц, Брестплейт) — традиційний єврейський ритуальний атрибут, ззовні схожий на щит. Використовувався для того, щоб швидко знайти необхідну для читання главу Тори. В нижній своїй частині торашилд містив невеликі віконечка, у які вставлялися змінні пластини з написаними днями або святами. Так, торашилд певною мірою виконував функцію своєрідного календаря, проте значна частина збережених пам'яток все ж виконували винятково декоративну функцію.
Торашилд одягався спеціальним ланцюгом на «торамантл» — чохол для Сувою Тори. Спочатку торашилд був звичайною металевою табличкою зі скромною прикрасою та ім'ям дарувальника, а згодом став дорогоцінним предметом, що отримав форму арки або витонченого геральдичного картуша, ошатно прикрашеного єврейськими символічними мотивами, тонкою роботою по сріблу. За традицією торашилд дарувався синагозі, як правило, жінками, і був пов'язаний з радісною чи сумною подією в житті сім'ї.

## Форма Торашилду
Виникнення торашилдів пов'язують з нагрудником первосвященика Аарона, зокрема він детально описаний у книзі Вихід. Таким чином, використання Щита Тори можна вважати однією з храмових алюзій, метафорою храмової літургії. У окремих випадках форма й оздоблення торашилду відповідає нагруднику Аарона з дванадцятьма каменями — символами колін ізраїлевих. Так, нагрудник первосвященика певною мірою є прообразом торашилда.
Форма торашилда зумовлена його практичним значенням і зв'язком з нагрудником хошен. Найчастіше це прямокутна металева пластина з кільцями по верхніх кутах або з тильного боку, що потрібні для закріплення ланцюжка, проте на окремих територіях форма могла відходити від стандартної. Форми торашилдів значно збагатилися під впливом бароко, з'явилося пишне декоративне оздоблення. Так, на території Західної Європи зустрічаються торашилди овальної, круглої форми, а також у вигляді завіси, що символізує храмову завісу, а в Австро-Угорській імперії XVIII ст. досить поширеними були торашилди у вигляді барокового картуша. На території ж Галичини в XVIII — першій третині ХХ ст. виділяють три основні форми торашилдів:
- прямокутні;
- прямокутні з люнетом аркового типу;
- картушевого типу;

Переважна більшість торашилдів виконана з срібла у техніці лиття, штампування, гравіювання, карбування, золочення. Інколи використовувалися також вставки кольорового скла чи емалі.

## Написи та зображення
Важливе значення мають написи на івриті, які, зазвичай, розташовували на випуклих, обрамлених орнаментом площинах. Так, у центрі торашилду часто можуть бути зображені скрижалі заповіту з десятьма заповідями, даними Мойсеєві на горі Синай. Також доволі поширеною тенденцією є розташування в центральній частині написів, що вказували ім'я донатора торашилда, коли й на честь якої події його виконали. Інколи могли бути викарбувані і прохання до Господа. У нижній частині традиційно розташовували віконце або пази, в які вкладалися таблички з написаними назвами свят, днів тижня, відповідно до яких читали визначені глави Тори, але зазвичай в невеликих за розміром торашилдах такі написи відсутні. Досить поширеним є також відтворення форми Арон-га-Кодеш: між двома колонами в центральній частині розташовували зображення стилізованої шафи з відкритими дверцятами з Скрижалями Заповіту або сувоєм Тори посередині. Колони "Яхин" і "Боаз" цар Соломон поставив перед входом в Єрусалимський храм.
В юдаїзмі традиційно зображення має глибоке символічне значення. Так, на численних торашилдахзображено миску з глечиком, що символізує коліна левітів, прислужників у Храмі; двох ведмедів з жердиною на плечах, на якій висять або грона винограду, або глечик — образне втілення посланців у землю Ханаанську, білки з горіхами уособлюють прагнення до знань і вивчення Тори, зображення орла ж є одним з метафоричних втілень образу Бога. Іншими поширеними зображеннями є зображення левів, грифонів, оленів. Нерідко зустрічаються мотиви рослин і листя, що нагадують про Дерево життя (Ец Хаїм).